# 马里安·谢亚
马里安·谢亚（波蘭語：Marian Szeja，1941年8月20日—2015年2月25日），波兰男子足球运动员，司职守门员。他曾代表波兰国奥队参加1972年夏季奥林匹克运动会足球比赛，获得一枚金牌。